# Bloch MB.131
Bloch MB.131 — французский четырёхместный бомбардировщик и разведчик фирмы «Блош»,
использовался ВВС Франции на начальном этапе Второй мировой войны.

## История создания
В 1935 году французские авиаконструкторы испытывали серьезные трудности с созданием нового самолета для французских ВВС по концепции BCR (bombardement, combat, renseignement — фр. бомбардировка, (воздушный) бой, разведка).
Одним из самолетов, представленных на конкурс, был Bloch MB.130 французского авиастроительного общества Société des Avions Marcel Bloch. Модель не подошла заказчику, поэтому конструкторы создали на его основе новый, обозначенный Bloch MB.131. В конструкцию было внесено множество изменений, коснувшихся в основном улучшения аэродинамики и изменения строения фюзеляжа. Двигатели были сохранены те же: Gnome & Rhône.
В день начала испытаний, 1 апреля 1936 года, ВВС заказали 40 самолетов.
Свой первый полёт Bloch MB.130-01 совершил в 12 августа 1936 года.

## Модели самолетов, созданных на основе Bloch MB.130
- Bloch MB.132 — проект одномоторного самолета с двигателем Hispano-Suiza 14 Aa.
- Bloch MB.133 — то же, что и Bloch MB.132 но с двойным килем
- Bloch MB.134/135
- Bloch MB.136 — торпедоносец.

## Эксплуатация
- Странная война

## Тактико-технические данные
- Длина — 17,85 м
- Размах крыла — 20,30 м
- Площадь крыла — 54,00 м²
- Высота — 4,10 м
- Вес пустого — 4690 кг
- Вес нормальный взлётный — 7926 кг
- Вес максимальный взлётный — 8600 кг
- Скорость максимальная — 350 км/ч
- Скорость крейсерская — 270 км/ч
- Дальность — 1300 км
- Потолок — 7250 метров
- Экипаж — 4 человека
- Двигатель — два звездообразных Gnome- Rhоne 14N-10/11, мощностью 950 л.с.
- Вооружение — три 7,5-мм пулемета МАС 1934 (по одному в носовой части, в турели в верхней части фюзеляжа и в подфюзеляжном куполе)
- Бомбовая нагрузка — до 800 кг бомб